# مولي بايك
مولي بايك (مواليد 22 يناير 2001) لاعبة كرة قدم إنجليزية محترفة، تلعب كلاعبة خط وسط مع نادي ساوثهامبتون لكرة القدم للسيدات في دوري الإنجليزية للسيدات. وقادت منتخب إنجلترا تحت 19 عامًا.

## مسيرتها مع الأندية
تدرجت بايك في صفوف الناشئين في نادي تشيلسي لكرة القدم للسيدات، مسجلةً 14 هدفًا في 17 مباراة، حيث احتلت تشيلسي المركز الثاني في دوري أكاديمية السيدات لموسم 2018-2019.
في يوليو 2019، انتقلت بايك إلى نادي إيفرتون لكرة القدم (سيدات) ووقعت أول عقد احترافي لها. ظهرت لأول مرة مع الفريق الأول في 15 سبتمبر 2019 ضد بريستول سيتي في فوز 2-0 في الدوري. سجلت هدفها الأول للفريق في 21 نوفمبر 2019 في هزيمة 4-1 أمام مانشستر سيتي خلال مرحلة المجموعات في كأس رابطة الدوري الإنجليزي للسيدات 2019–20. بعد ثلاثة أيام، سجلت أول هدف لها في الدوري النسائي الممتاز، وكان الهدف الافتتاحي في فوز 3-1 على أرضها أمام توتنهام هوتسبير. شاركت في 21 مباراة في موسمها الأول مع نادي إيفرتون لكرة القدم (سيدات) 2019–20، بما في ذلك كبديلة في الوقت بدل الضائع في نهائي كأس الاتحاد الإنجليزي للسيدات 2020 على ملعب ويمبلي، حيث خسر إيفرتون 3–1 أمام نادي مانشستر سيتي لكرة القدم النسائية في الوقت الإضافي.
مع اقتصار وقت لعبها على ست مباريات بما في ذلك مباراة واحدة فقط كأساسي خلال النصف الأول من موسم 2020-21 لنادي إيفرتون لكرة القدم (سيدات)، انضمت بايك في 28 يناير 2021 إلى فريق بريستول سيتي في الدوري النسائي الإنجليزي على سبيل الإعارة لبقية الموسم. في 4 يوليو 2021، وقع بايك مع نادي ليستر سيتي الصاعد حديثًا قبل موسمه الأول في دوري السوبر للسيدات لكرة القدم. انتقل بايك إلى نادي ساوثهامبتون على الساحل الجنوبي في يوليو 2023 قبل موسمه الثاني في بطولة الاتحاد الإنجليزي للسيدات.

## المسيرة الدولية
تولى بايك قيادة منتخب إنجلترا تحت 19 عامًا لكرة القدم للسيدات.